# Berichtencentrale
Een berichtencentrale of SMSc (Short Message Service centrale) is een element in een telefoonnetwerk dat het verzenden van sms-berichten regelt.

## Globale werking
Wanneer een gebruiker een SMS-bericht verstuurt wordt deze naar de berichtencentrale gestuurd. De berichtencentrale zal dan weer het bericht versturen naar de bestemming. Gebruikers kunnen in GSM-telefoons het nummer van de berichtencentrale instellen. Over het algemeen kunnen gebruikers van een (mobiel) telefoonnetwerk alleen een berichtencentrale van het eigen netwerk gebruiken.
Wanneer het afleveren van een bericht niet meteen lukt komt het SMS-bericht in een zogenaamde retry schedule. Dit is een schema van tijdsintervallen dat aangeeft hoe vaak opnieuw geprobeerd moet worden om het bericht af te leveren. Standaard wordt twee dagen geprobeerd het bericht af te leveren, maar dit kan door de verzender aangepast worden naar een kortere periode. Deze functie wordt in de meeste toestellen als de "geldigheidsduur" van het bericht aangeduid. Als het bericht buiten zijn geldigheidsduur komt zal het automatisch van de SMSc worden verwijderd. Alleen de beheerder van de SMSc kan de retry schedule aanpassen.
Wanneer een bericht succesvol is aangekomen op het toestel van de ontvanger, stuurt deze een signaal terug ten teken dat het bericht in goede staat is ontvangen en dat het bericht van de SMSc verwijderd kan worden. In een enkel geval komt dit bevestigingsbericht niet goed aan op de SMSc. Het gevolg is dat de SMSc het bericht meermalen blijft aanbieden, omdat deze nog geen ontvangstbevestiging heeft gehad. Dit probleem lost zichzelf op zodra het betreffende bericht buiten zijn retry schedule komt.

## Protocollen
Voor het ontvangen van berichten die niet naar mobiele telefoons gestuurd worden en voor het zenden en ontvangen van berichten in grote hoeveelheden kunnen speciale protocollen gebruikt worden.
SMPP (Short message peer-to-peer)
Het meest gebruikelijke protocol en het enige open protocol dat op grote schaal gebruikt wordt.
EMI/UCP (External Machine Interface/Universal Computer Protocol)
Een protocol ontwikkeld en eigendom van de marktleider LogicaCMG.
CIMD (Computer Interface to Message Distribution)
Een protocol ontwikkeld en eigendom van Nokia voor zijn Artuse SMSC.
OIS (Open Interface Specification)
Ondanks de naam een bedrijfseigen protocol ontwikkeld door de Sema Group (tegenwoordig Airwide Solutions).